# Klaus Ackermann
Klaus Ackermann (ur. 20 marca 1946 w Hamm) – niemiecki piłkarz, zawodnik takich klubów jak Borussia Dortmund, Borussia Mönchengladbach czy 1. FC Kaiserslautern.

## Kariera
Zaczynał karierę w TuS Germania Hamm, skąd przeniósł się do Preußen Münster (Regionalliga). W 1964 roku debiutował w lidze w barwach tego zespołu. W 1967 roku przeniósł się do pierwszoligowej Borussii Mönchengladbach i u trenera Hennesa Weisweilera grał w podstawowym składzie. Po dwóch sezonach przeniósł się do 1. FC Kaiserslautern, gdzie grał do 1974 roku. Potem odszedł do drugoligowej Borussii Dortmund. W sezonie 1975/1976 awansował z nią do Bundesligi. W 1979 roku przeniósł się do drugoligowego SC Herford. Tam też po roku zakończył karierę.
W 260 spotkaniach Bundesligi strzelił 32 bramki.

## Osiągnięcia
Dwukrotnie zajmował 3. miejsce w Bundeslidze wraz z Borussią Mönchengladbach, raz wystąpił w finale pucharu Niemiec, w którym to jego drużyna (1. FC Kaiserslautern) przegrała 0:5 z FC Schalke 04.